# Čikkamagalúru
Čikkamagalúru (kannadsky ಚಿಕ್ಕಮಗಳೂರು, anglicky Chikkamagaluru) do roku 2014 známé jako Čikkmagalúr je město v indickém státě Karnátaka.

## Poloha
Město se nachází na úpatí Západního Ghátu, asi 240 km od Bengalúru, 183 km od Maisúru a 305 km od Hublí-Dhárvádu, v nadmořské výšce 1036 m n. m.
Poblíž města pramení řeka Yagachi, která teče jihovýchodně a dále se vlévá do řeky Hemavati.

## Obyvatelstvo
Dle sčítání lidu z roku 2011 ve městě žilo celkem 118 401 obyvatel (58 702 mužů a 59 699 žen).
Přibližně 70 % populace tvoří hinduisté, 25,5 % muslimové, 3,5 % křesťané a zhruba 1 % džinisté.
Hlavními jazyky města jsou kannadština a hindština a urdština.

## Osobnosti
Deepak Valerian Tauro (* 1967) – římskokatolický duchovní, pomocný biskup v Dillí.